# K League 1
K League 1 este primul eșalon din sistemul competițional fotbalistic din Coreea de Sud, din zona AFC.

### Membrii sezonului 2020 după provincie
| Provincie (Populație)            | Oraș / Area (Populație) | Cluburi                 |
| -------------------------------- | ----------------------- | ----------------------- |
| Regiunea Capital (24,200,705)    | Seul (10,207,304)       | FC Seoul                |
| Regiunea Capital (24,200,705)    | Incheon (2,693,123)     | Incheon United          |
| Regiunea Capital (24,200,705)    | Seongnam (941,889)      | Seongnam Ilhwa Chunma   |
| Regiunea Capital (24,200,705)    | Suwon (1,068,033)       | Suwon Samsung Bluewings |
| Regiunea Gyeongsang (13,056,617) | Busan (3,562,642)       | Busan IPark             |
| Regiunea Gyeongsang (13,056,617) | Daegu (2,493,192)       | Daegu FC                |
| Regiunea Gyeongsang (13,056,617) | Pohang (508,382)        | Pohang Steelers         |
| Regiunea Gyeongsang (13,056,617) | Sangju (?)              | Sangju Sangmu           |
| Regiunea Gyeongsang (13,056,617) | Ulsan (1,112,579)       | Ulsan Hyundai FC        |
| Regiunea Jeolla (5,757,649)      | Gwangju (1,423,519)     | Gwangju FC              |
| Regiunea Jeolla (5,757,649)      | Jeonbuk(1,855,171)      | Jeonbuk Hyundai Motors  |
| Regiunea Gangwon (1,507,799)     | Gangwon (1,507,799)     | Gangwon FC              |

* Populația după recensământul din 2009
Următoarele 15 cluburi vor juca în sezonul 2009.
| Club                                       | Oraș / Area        | Stadion                                                                        | Joacă din anul | Proprietar(i) / Sponsor(i)                                                                                     |
| ------------------------------------------ | ------------------ | ------------------------------------------------------------------------------ | -------------- | --- |
| Busan IPark 부산 아이파크                  | Busan              | 0Asiad Main Stadium 0(53,769 locuri)                                           | 1983 -         | Proprietar : IPark Sports in Hyundai Development Group                                                         |
| Chunnam Dragons 전남 드래곤즈              | Jeonnam            | * Gwangyang Stadium 0(13,496 locuri)                                           | 1995 -         | Proprietar : Gwangyang Steelworks in POSCO                                                                     |
| Daegu FC 대구 FC                           | Daegu              | 0Daegu Stadium 0(66,422 locuri)                                                | 2003 -         | Proprietari : Guvernul din Daegu, Citizen Stockholder Sponsori : Doosan Group, Daegu Bank                      |
| Daejeon Citizen 대전 시티즌                | Daejeon            | * Daejeon World Cup Stadium 0(40,535 locuri)                                   | 1997 -         | Proprietari : Guvernul din Daejeon, Citizen Stockholder Sponsori : Kyeryong Construction Co.,Ltd, Hanwha Group |
| FC Seoul FC 서울                           | Seoul              | * Seoul World Cup Stadium 0(68,476 locuri)                                     | 1984 -         | Proprietar : GS Sports in GS Group                                                                             |
| Gangwon FC 강원 FC                         | Gangwon            | 0Gangneung Stadium 0(22,333 locuri) 0Chuncheon Songam Stadium 0(25,000 locuri) | 2009 -         | Proprietari : Guvernul din Gangwon-do, Citizen Stockholder Sponsori : High1 Resort, NongHyup                   |
| Gwangju Sangmu FC 광주 상무 축구단         | Gwangju            | 0Gwangju World Cup Stadium 0(40,245 locuri)                                    | 01985 2003 -   | Proprietari : Guvernul din Gwangju, Ministry of National Defence Sponsori : Kumho Asiana Group, Gwangju Bank   |
| Gyeongnam FC 경남 FC                       | Gyeongnam          | * Changwon Football Center 0(15,116 locuri)                                    | 2006 -         | Proprietari : Guvernul din Gyeongsangnam-do, Citizen Stockholder Sponsori : STX Corporation, Gyeongnam Bank    |
| Incheon United 인천 유나이티드             | Incheon            | 0Incheon Munhak Stadium 0(50,256 locuri)                                       | 2004 -         | Proprietari : Guvernul din Incheon, Citizen Stockholder Sponsori : Daewoo E&C, Shinhan Bank, GM Daewoo         |
| Jeju United 제주 유나이티드                | Jeju               | * Jeju World Cup Stadium 0(35,657 locuri)                                      | 1983 -         | Proprietar : SK Energy in SK Group                                                                             |
| Jeonbuk Hyundai Motors 전북 현대 모터스    | Jeonbuk            | * Jeonju World Cup Stadium 0(42,477 locuri)                                    | 1995 -         | Proprietar : Hyundai Motor Company in Hyundai Kia Automotive Group                                             |
| Pohang Steelers 포항 스틸러스              | Pohang, Gyeongbuk  | * Steelyard Stadium 0(18,960 locuri)                                           | 1983 -         | Proprietar : Pohang Steelworks in POSCO                                                                        |
| Seongnam Ilhwa Chunma 성남 일화 천마       | Seongnam, Gyeonggi | 0Tancheon Sports Complex 0(16,146 locuri)                                      | 1989 -         | Proprietar : Ilhwa in Tongil Group                                                                             |
| Suwon Samsung Bluewings 수원 삼성 블루윙즈 | Suwon, Gyeonggi    | * Suwon World Cup Stadium 0(43,959 locuri)                                     | 1996 -         | Proprietar : Samsung Electronics in Samsung Group                                                              |
| Ulsan Hyundai FC 울산 현대 축구단          | Ulsan              | * Ulsan Munsu Football Stadium 0(44,474 locuri)                                | 1984 -         | Proprietar : Hyundai Heavy Industries in Hyundai Heavy Industries Group                                        |

## Campionii
| Anul | Câștigătorul            | Locul doi               |
| ---- | ----------------------- | ----------------------- |
| 1983 | Hallelujah FC           | Daewoo Royals           |
| 1984 | Daewoo Royals           | Yukong Elephants        |
| 1985 | Lucky-Goldstar Hwangso  | POSCO Atoms             |
| 1986 | POSCO Atoms             | Luck-Goldstar Hwangso   |
| 1987 | Daewoo Royals           | POSCO Atoms             |
| 1988 | POSCO Atoms             | Hyundai Horang-i        |
| 1989 | Yukong Elephants        | Lucky-Goldstar Hwangso  |
| 1990 | Lucky-Goldstar Hwangso  | Daewoo Royals           |
| 1991 | Daewoo Royals           | Hyundai Horang-i        |
| 1992 | POSCO Atoms             | Ilhwa Chunma            |
| 1993 | Ilhwa Chunma            | LG Cheetahs             |
| 1994 | Ilhwa Chunma            | Yukong Elephants        |
| 1995 | Ilhwa Chunma            | Pohang Atoms            |
| 1996 | Ulsan Hyundai Horang-i  | Suwon Samsung Bluewings |
| 1997 | Busan Daewoo Royals     | Chunnam Dragons         |
| 1998 | Suwon Samsung Bluewings | Ulsan Hyundai Horang-i  |
| 1999 | Suwon Samsung Bluewings | Busan Daewoo Royals     |
| 2000 | Anyang LG Cheetahs      | Bucheon SK              |
| 2001 | Seongnam Ilhwa Chunma   | Anyang LG Cheetahs      |
| 2002 | Seongnam Ilhwa Chunma   | Ulsan Hyundai Horang-i  |
| 2003 | Seongnam Ilhwa Chunma   | Ulsan Hyundai Horang-i  |
| 2004 | Suwon Samsung Bluewings | Pohang Steelers         |
| 2005 | Ulsan Hyundai Horang-i  | Incheon United          |
| 2006 | Seongnam Ilhwa Chunma   | Suwon Samsung Bluewings |
| 2007 | Pohang Steelers         | Seongnam Ilhwa Chunma   |
| 2008 | Suwon Samsung Bluewings | FC Seoul                |
| 2009 | Jeonbuk Hyundai Motors  | Seongnam Ilhwa Chunma   |
| 2010 | FC Seoul                | Jeju Unitd FC           |
| 2011 | Jeonbuk Hyundai Motors  | Ulsan Hyundai FC        |
| 2012 | FC Seoul                | Jeonbuk Hyundai Motors  |

## Titluri după club
| Club                    | Campion                                      | Vice-campion                     |
| ----------------------- | -------------------------------------------- | -------------------------------- |
| Seongnam Ilhwa Chunma   | 7 (1993, 1994, 1995, 2001, 2002, 2003, 2006) | 3 (1992, 2007, 2009)             |
| FC Seoul                | 5 (1985, 1990, 2000, 2010, 2012)             | 5 (1986, 1989, 1993, 2001, 2008) |
| Pohang Steelers         | 4 (1986, 1988, 1992, 2007)                   | 4 (1985, 1987, 1995, 2004)       |
| Busan IPark             | 4 (1984, 1987, 1991, 1997)                   | 3 (1983, 1990, 1999)             |
| Suwon Samsung Bluewings | 4 (1998, 1999, 2004, 2008)                   | 2 (1996, 2006)                   |
| Ulsan Hyundai FC        | 2 (1996, 2005)                               | 5 (1988, 1991, 1998, 2002, 2003) |
| Jeju United             | 1 (1989)                                     | 4 (1984, 1994, 2000, 2010)       |
| Hallelujah FC           | 1 (1983)                                     | 0                                |
| Jeonbuk Hyundai Motors  | 1 (2009)                                     | 0                                |
| Chunnam Dragons         | 0                                            | 1 (1997)                         |
| Incheon United          | 0                                            | 1 (2005)                         |

### Sponsori K-League
| Nume           | Din  | Până în |
| -------------- | ---- | ------- |
| Nici unul      | 1983 | 1985    |
| Nici unul      | 1986 | 1986    |
| Nici unul      | 1987 | 1992    |
| Hite           | 1993 | 1995    |
| Rapido         | 1996 | 1997    |
| Hyundai        | 1998 | -       |
| Buy Korea      | 1999 | -       |
| Samsung        | 2000 | -       |
| POSCO          | 2001 | -       |
| Samsung        | 2002 | 2008    |
| Nici unul      | 2009 | -       |
| Hyundai Motors | 2010 | -       |

## Jucători străini notabili
| Africa - Michel Pensée - Jean-Kasongo Banza - Cheick Oumar Dabo - Victor Shaka Asia - Ahmad Elrich - Jade North - Li Weifeng - Feng Xiaoting - Abbas Obeid - Masakiyo Maezono - Kazuyuki Toda - Piyapong Pue-on - Valeri Sarychev - Chia Wang Peng | Europa - Dževad Turković - Jasenko Sabitović - Jasmin Agić - Mato Neretljak - Dalian Atkinson - Paulo Rink - Frank Lieberam - Slavčo Georgievski - Stevica Ristić - Ion Testemitanu - Dejan Damjanović - Dženan Radončić - Kiki Musampa - Edmilson - Ricardo Nascimento | Europa (cont.) - Adrian Neaga - Cosmin Olăroiu - Gabriel Popescu - Pavel Badea - Andrei Solomatin - Denis Laktionov - Sergey Burdin - Rade Bogdanović - Saša Drakulić - Radivoje Manic - Dragan Mladenović - Ognjen Koroman - Alpay Özalan - Vitaliy Parakhnevych | America de Sud - Carlos Esteban Frontini - Léomar Leiria - Grafite - Magno Alves - Dodô - Nádson - Mota - Itamar - Sandro Cardoso - Leandro Machado - Edu Gonçalves - Mauricio Molina - Carmelo Valencia - Juan Estiven Vélez |